# Belvosia biezankoi
Belvosia biezankoi är en tvåvingeart som först beskrevs av Blanchard 1961.  Belvosia biezankoi ingår i släktet Belvosia och familjen parasitflugor. Inga underarter finns listade i Catalogue of Life.